# Gródek (powiat białostocki)
Gródek (białorus. Гарадок) – wieś w Polsce położona w województwie podlaskim, w powiecie białostockim, w gminie Gródek. Siedziba władz gminy Gródek. Dawniej miasto; uzyskał lokację miejską przed 1563 rokiem, zdegradowany w 1897 roku.
W latach 1954–1972 wieś należała i była siedzibą władz gromady Gródek. W latach 1975–1998 miejscowość należała administracyjnie do województwa białostockiego.
Miejscowość jest siedzibą dwu sołectw Gródek I i Gródek II oraz parafii: prawosławnej Narodzenia Najświętszej Marii Panny, znajdującej się w dekanacie Gródek, diecezji białostocko-gdańskiej oraz rzymskokatolickiej Najświętszego Serca Pana Jezusa, należącej do metropolii białostockiej, archidiecezji białostockiej, dekanatu Białystok-Dojlidy.
Przez miejscowość przepływa rzeka Supraśl, dopływ Narwi.
Na uroczysku Boryk organizowany jest od 1990 roku festiwalu białoruskiej muzyki rockowej – Basowiszcza.

## Historia
Historia miejscowości związana jest z rodem Chodkiewiczów. W XV wieku na górce na łąkach stał zamek. W 1498 Aleksander Chodkiewicz ufundował tu klasztor prawosławny, przeniesiony kilka lat później do Supraśla. W połowie XVI w. miejscowość otrzymała prawa miejskie. W okresie XVII i XVIII w. Gródek przechodził kolejno w ręce Paców, Sapiehów i Radziwiłłów. W końcu XVIII wieku było to miasto magnackie hrabstwa zabłudowskiego w powiecie grodzieńskim województwa trockiego Wielkiego Księstwa Litewskiego. W 1897 Gródek utracił prawa miejskie.

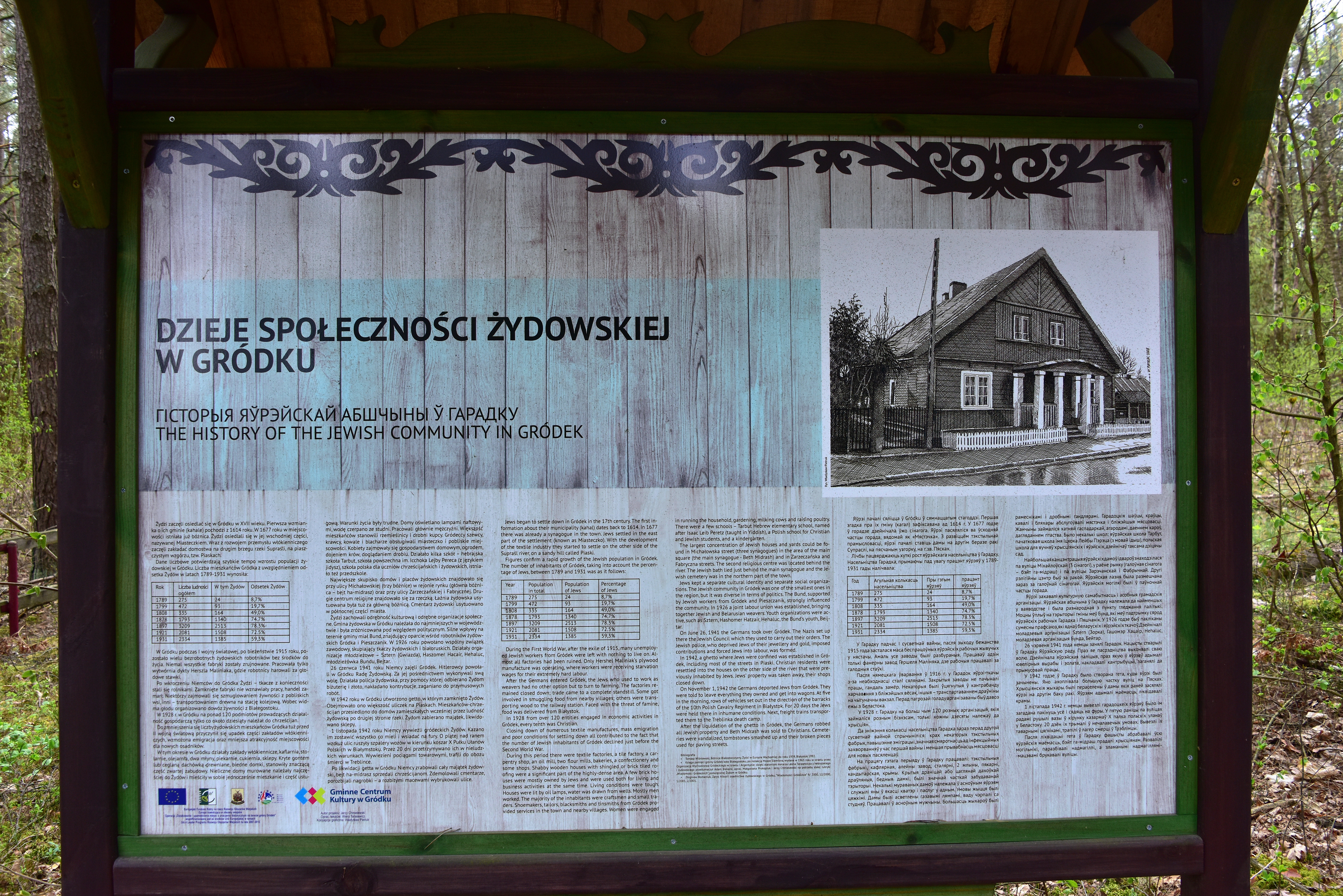
Dzieje społeczności żydowskiej w Gródku

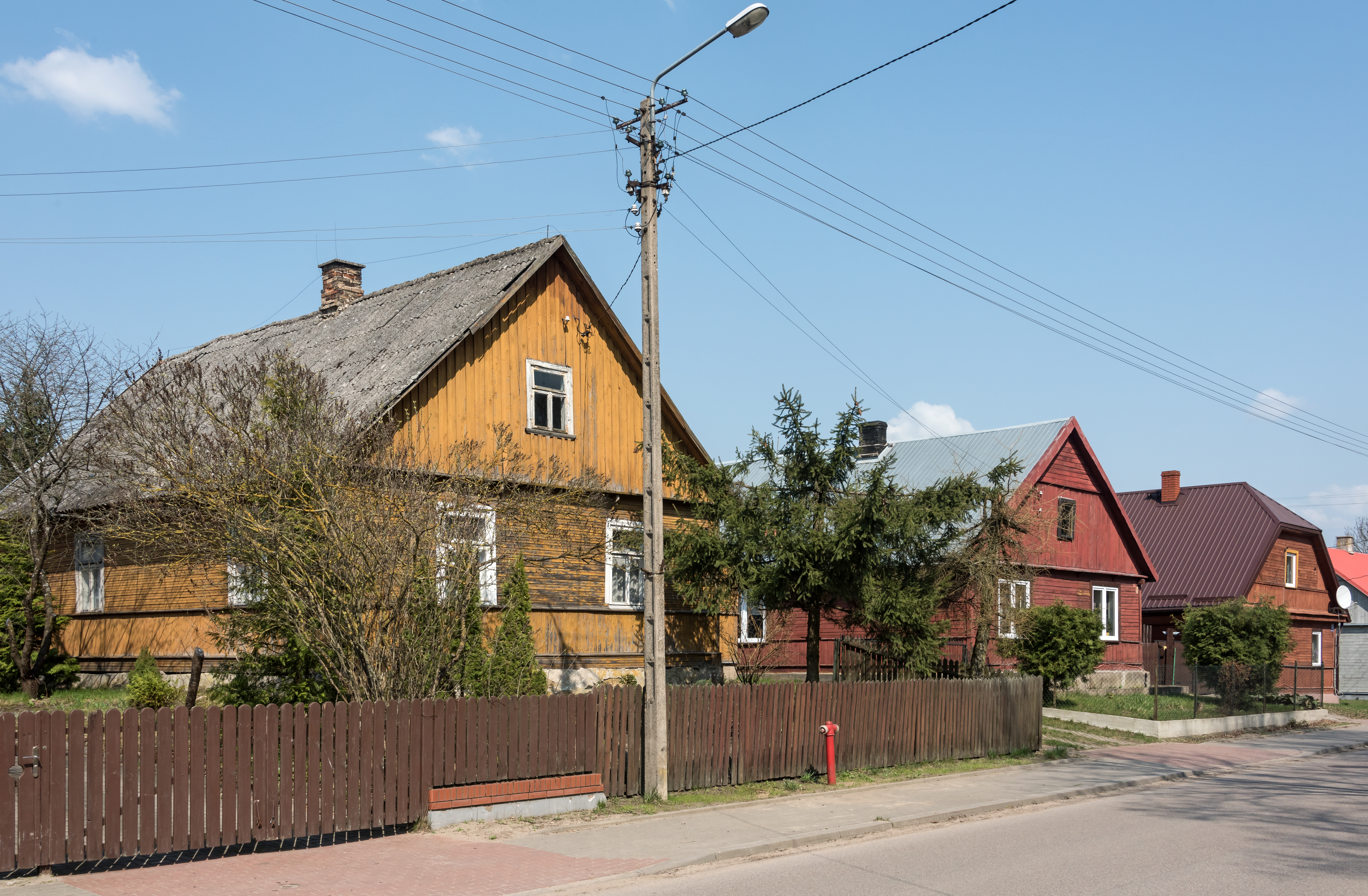
Drewniane domy przy ul. Białostockiej

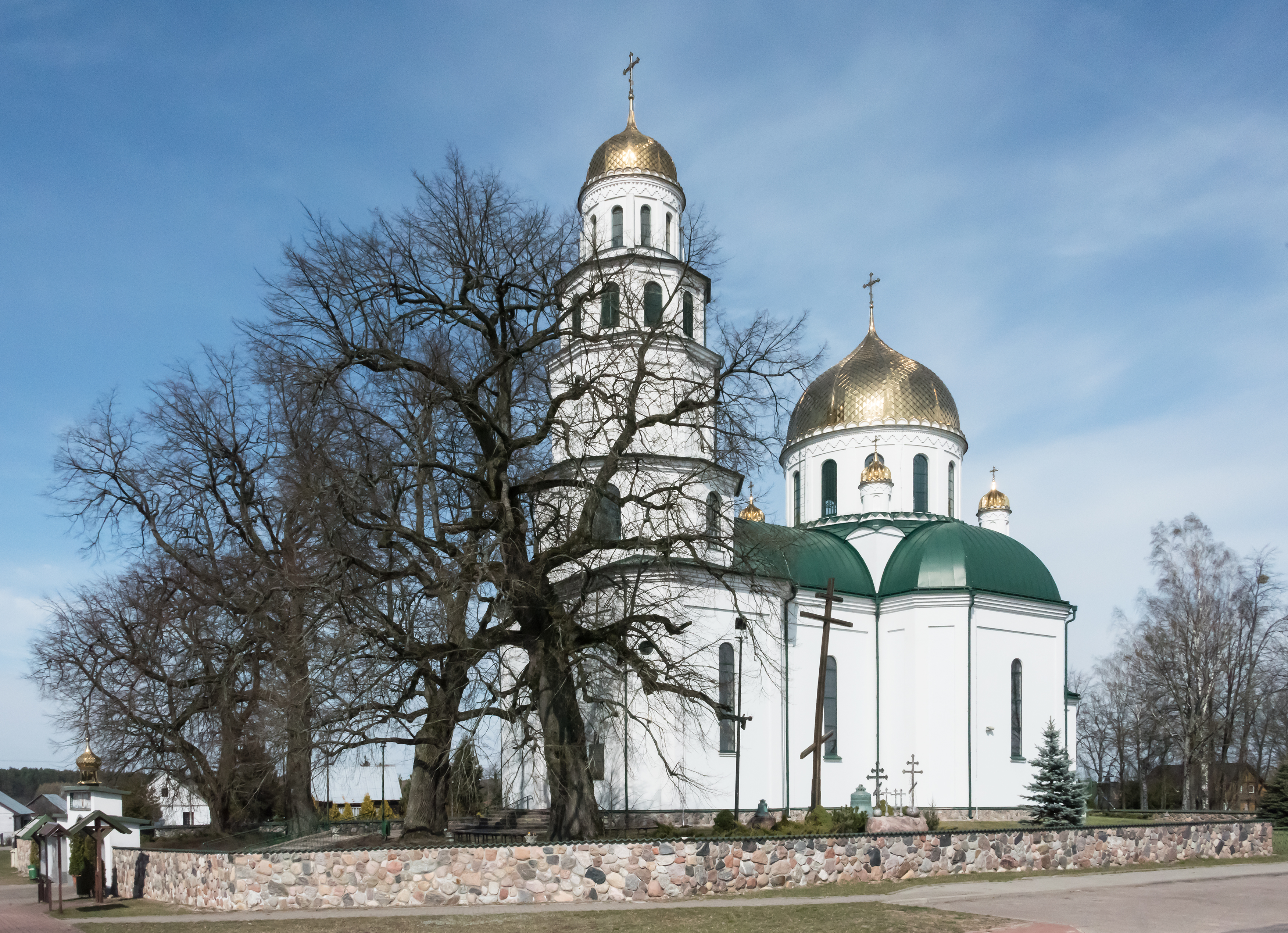
Cerkiew Narodzenia Najświętszej Marii Panny w Gródku

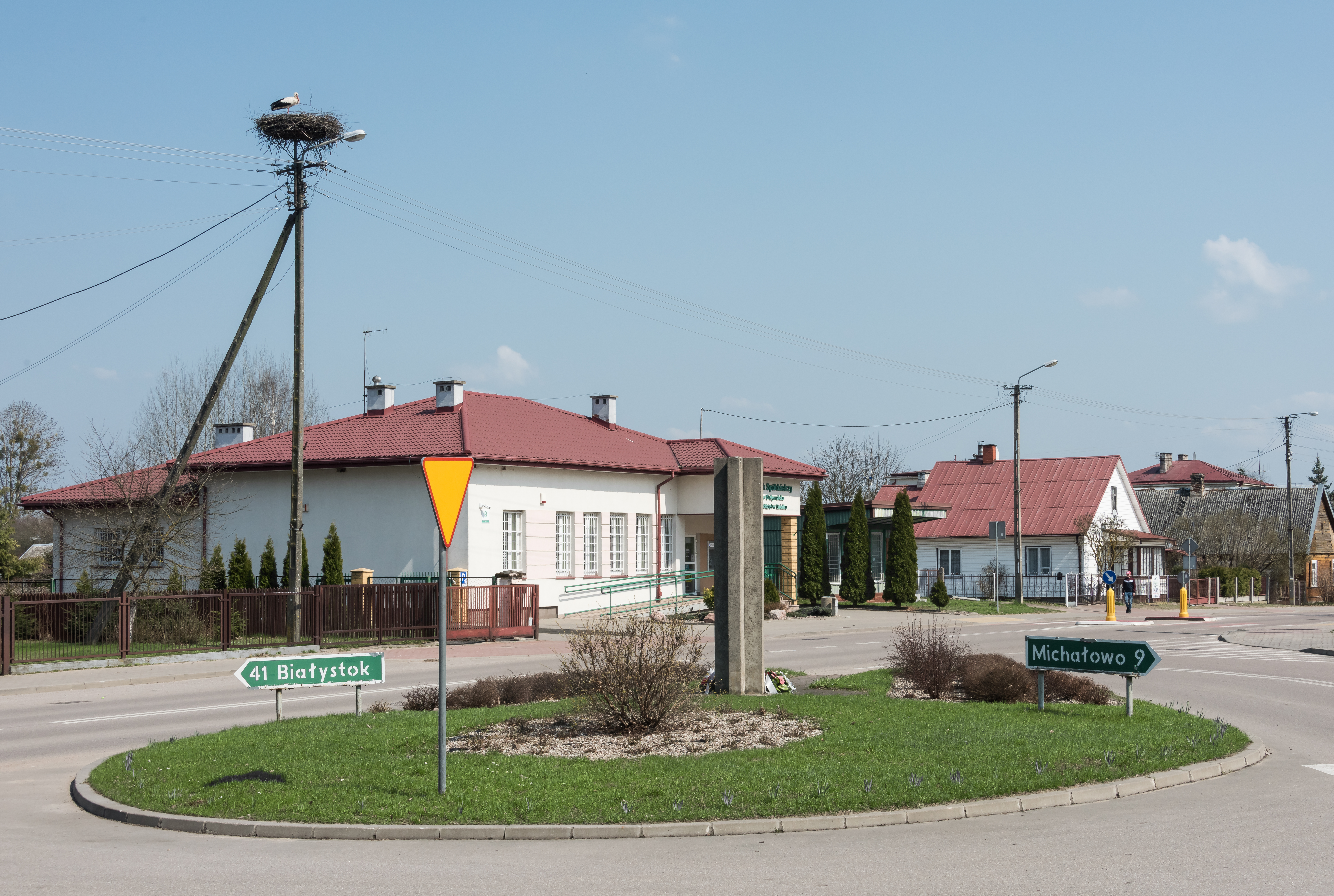
Plac u zbiegu ulic Białostockiej, Michałowskiej i Chodkiewiczów

Według Powszechnego Spisu Ludności z 1921 roku zamieszkiwało tam 2081 osób, wśród których 45 było wyznania rzymskokatolickiego, 512 prawosławnego, 2 ewangelickiego a 1508 mojżeszowego. 15 mieszkańców określono jako bezwyznaniowców. Jednocześnie 227 mieszkańców zadeklarowało polską przynależność narodową, 437 białoruską, 1 niemiecką a 1416 żydowską. W Gródku znajdowało się 350 budynków mieszkalnych.
W okresie międzywojennym w miejscowości działało kilka zakładów włókienniczych, stolarnie, kaflarnia i cegielnia.
Przed II wojną światową ponad połowę mieszkańców Gródka stanowili Żydzi. W miejscowości znajdowało się kilka drewnianych synagog. W sierpniu 1941 Niemcy utworzyli tam getto dla ludności żydowskiej. Zajmowało ono obszar w rejonie ulic: Zarzeczańskiej, Cmentarnej i Fabrycznej. Do getta trafiło ok. 2,5 tys. Żydów, którzy pracowali m.in. przy budowie dróg oraz wyładunku i załadunku wagonów na pobliskiej stacji kolejowej w Waliłach. Getto zostało zlikwidowane 2 listopada 1942, a jego mieszkańcy wywiezieni do obozu przejściowego w Białymstoku. Podczas likwidacji getta zamordowano 40 osób. Z Białegostoku gródeckich Żydów wywieziono i zamordowano w obozie zagłady w Treblince.

## Zabytki
- Część miasta, XVI–XIX, nr rej.:87(93) z 24.01.1957
- Parafialny kościół rzymskokatolicki pod wezwaniem Najświętszego Serca Pana Jezusa, 1934–1937, nr rej.:A-152 z 29.05.2006
- Cmentarz kościelny, nr rej.:A-152 z 29.05.2006
- Parafialna cerkiew prawosławna Narodzenia Przenajświętszej Bogurodzicy, 1946–1970, nr rej.:A-126 z 9.12.2004
- Cmentarz cerkiewny, nr rej.:A-126 z 9.12.2004
- Ogrodzenie cerkwi z bramą, nr rej.:A-126 z 9.12.2004
- Drewniana cerkiew cmentarna pod wezwaniem Matki Bożej Opiekuńczej, poł. XIX, nr rej.:387 z 11.02.1977
- cmentarz żydowski, XIX, nr rej.:A-113 z 16.02.1995[18].
- Zamczysko na Górze Zamkowej po zbudowanym w XVI wieku murowanym dworze Aleksandra Chodkiewicza herbu Kościesza i jego syna Grzegorza[19].

## Niezachowane obiekty
- Stara Synagoga w Gródku
- Synagoga Ohel Jakow w Gródku
- Synagoga Habanim w Gródku
- Synagoga Łuńska w Gródku
- Synagoga Piaskowa w Gródku
- Synagoga chasydów ze Słonima w Gródku
- Synagoga chasydów z Kobrynia w Gródku

## Osoby związane z Gródkiem
- Mikołaj Demidow (1888–1967) – białoruski wojskowy; działacz narodowy, oświatowy i społeczno-kulturalny; urodzony w Gródku
- Bazyli Doroszkiewicz (1914-1998) - prawosławny metropolita warszawski i całej Polski pochodzenia białoruskiego; proboszcz parafii gródeckiej w latach 1946-1960 i inicjator budowy obecnej cerkwi parafialnej. W Gródku znajduje się ulica jego mienia.